# Sol-Angel and the Hadley St. Dreams
Sol-Angel and the Hadley St. Dreams es el segundo álbum de estudio de la cantante americana Solange. Fue lanzado el 26 de agosto de 2008 por Geffen Records. Solange estuvo fuertemente influenciada por el "Motown Sound" de las décadas de 1960 y 1970 antes de la grabación del álbum, lo que la llevó a trabajar con varios productores y compositores de ideas afines, como Jack Splash, CeeLo Green, Mark Ronson y Lamont Dozier, antes de Holland-Dozier-Holland de Motown. La producción también incorporó elementos de música downbeat y electrónica con los que Solange se había familiarizado en viajes anteriores a Europa, mientras que la composición exploraba temas de independencia.
Partiendo del R&B dance-pop del álbum debut de Solange, Solo Star (2002), Sol-Angel and the Hadley St. Dreams se comercializó hacia la audiencia juvenil "intelectual, mochilero, de cafetería, digital", como lo describe su sello discográfico. En su primera semana de lanzamiento, el álbum se ubicó en el número nueve en el Billboard 200 y vendió 46.000 copias; finalmente alcanzó los 138.000 vendidos en los Estados Unidos. Mientras tanto, sus tres sencillos alcanzaron el número uno en la lista Dance Club Songs de Billboard. Críticamente, Sol-Angel and the Hadley St. Dreams fue bien recibido, y los críticos generalmente encontraron la música ambiciosa, excéntrica e inteligentemente hecha.

## Antecedentes

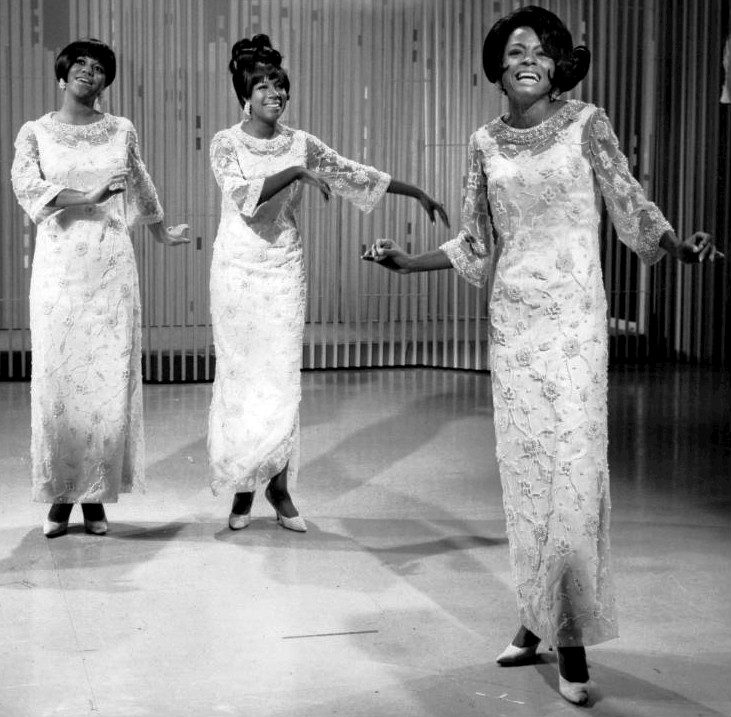
La música pop-soul de los grupos femeninos de Motown como The Supremes (en 1966) inspiró creativamente a Solange.

Solange había estado trabajando en su segundo álbum de estudio de manera intermitente desde 2005 luego de su regreso a Houston, Texas, y su divorcio de Daniel Smith, con quien había vivido luego del nacimiento de su hijo Daniel Julez en octubre de 2004. El siguiente hasta la decepción crítica y comercial de Solo Star de 2003 fue precedida por el traslado de Solange de Columbia a Geffen Records a finales de 2007. Solange estuvo fuertemente influenciada por los grupos de chicas Motown como The Supremes y The Marvelettes, y por su madre Tina, una vez miembro del grupo de armonía de la década de 1960 The Veltones, que solía tocar música de la talla de Dusty Springfield y Martha Reeves para ella.
Inspirada para crear un álbum conceptual en torno a su crecimiento como artista musical, Solange tomó prestados elementos de la música electrónica y downbeat que descubrió en viajes recientes a Europa, y su visión del álbum finalmente resultó en una mezcla que describió como un "disco de soul vintage de los años 60/70 con toques de electrónica". En una entrevista con la revista Billboard, el presidente de Geffen Records, Ron Fair, dijo sobre el álbum antes del lanzamiento: lo que la gente esperaría de ella. La música es más eléctrica e internacional. Está en su propio carril".

## Grabación y producción
Aunque Solange había trabajado previamente con una amplia gama de productores y compositores de alto perfil en proyectos anteriores, luchó por convencer a los músicos de su lista de deseos para que contribuyeran a Sol-Angel and Hadley St. Dreams, en cuanto a la producción. Esto se debió a que ningún productor se inscribió en el proyecto antes de escuchar cualquier material para el álbum. "No creo que haya sido ofensivo", admitió Solange. "Entiendo que se trata de personas que quieren emprender proyectos creíbles y apasionados. Entonces, antes de trabajar con ellos, programaba una reunión y les ponía el disco. Y luego estaban más convencidos y dispuestos a participar". Cee-Lo Green y Mark Ronson no fueron consultados hasta el final de la producción del álbum, ya que ambos fueron persuadidos por Solange en la 50.ª ceremonia de los premios Grammy: "Tuve que ir de fiesta con Cee-Lo también para que trabajara en el grabar [...] pero una vez que lo hizo [escuchar mi música] se inscribió de inmediato".
Solange colaboró con varias personalidades del estudio, incluidos Jack Splash, Shea Taylor, Mr. Familiar, Lamont Dozier, los equipos de producción Soulshock & Karlin y Bama Boyz, así como con los cantantes y raperos Pharrell Williams, Bilal, Q-Tip y Lil Wayne respectivamente. Además, Marsha Ambrosius de Floetry prestó su voz a la grabación inédita "Wanna Go Back", mientras que Raphael Saadiq y la cantante británica Estelle hicieron una demostración de la canción "Same Song, Different Man", que no llegó a la lista final de canciones.[ 17] En una entrevista con Starpulse, Solange dijo más tarde sobre la experiencia:
Inspirado por las aspiraciones del padre de Solange, Mathew, el álbum lleva el título de Hadley Street, un terreno en el centro de Houston. Esta se convirtió en la ubicación del complejo Matthew's Music World Entertainment (1505 Hadley), donde Solange dice que comenzó a trabajar en el álbum.

## Marketing y ventas

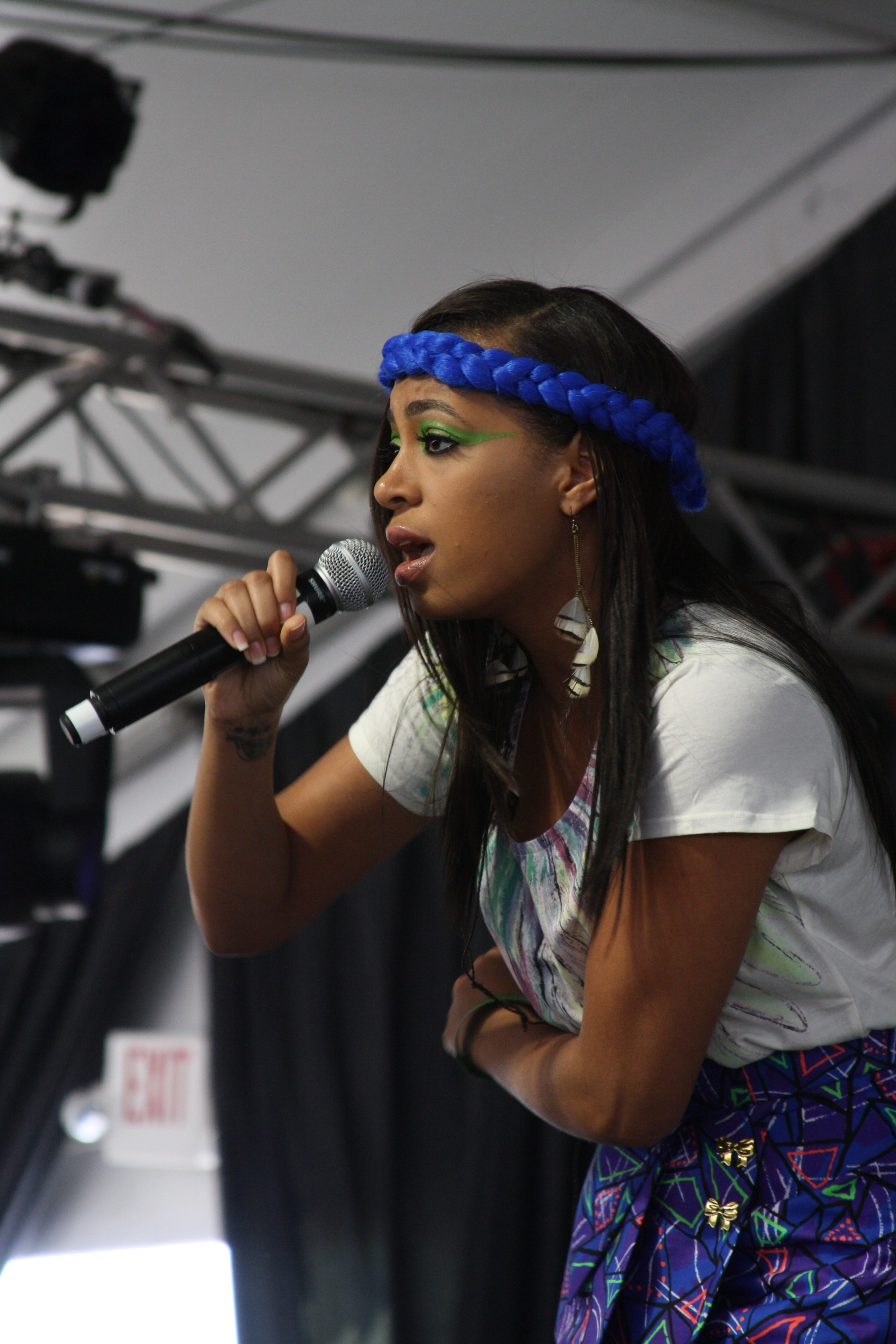
Solange actuando en el festival de música South by Southwest en 2009

Antes de su lanzamiento, Sol-Angel and the Hadley St. Dreams presentó fotografías promocionales de Solange con una variedad de disfraces y pelucas que evocan estilos de moda de finales de los 60 y principios de los 70. Las compañías discográficas de su lanzamiento, Geffen y Music World Entertainment, apuntaron a una audiencia de "intelectuales, mochileros, cafeterías, niños digitales" al promocionar el álbum. Lanzado el 26 de agosto de 2008, el álbum debutó en el número tres en la lista Billboard Top R&B/Hip-Hop Albums de Billboard de Estados Unidos, y en el número nueve en el Billboard 200, con ventas en la primera semana de 46.000 copias. En abril de 2009, el álbum había vendido 138 000 copias en los Estados Unidos.
El sencillo principal del álbum, "I Decided", fue lanzado el 22 de abril de 2008. Se ubicó en el número 44 en Billboard Hot R&B/ Hip-Hop Songs, en el número uno en las listas Hot Dance Singles Sales y Hot R&B/Hip-Hop Singles Sales, y en el número dos en la lista Hot Singles Sales. También alcanzó el puesto 27 en la lista de singles del Reino Unido y el número 6 en la lista de UK R&B Singles and Albums Chart. "ChampagneChroniKnightcap" con el rapero estadounidense Lil Wayne fue lanzado como sencillo el 19 de agosto. El 25 de noviembre vio el lanzamiento de "Sandcastle Disco", que alcanzó el puesto número uno en la lista Billboard Hot Dance Club Play de Estados Unidos. "T.O.N.Y." fue lanzado como el cuarto sencillo el 31 de marzo de 2009, encabezando la lista Billboard Hot Dance Club Play de Estados Unidos. La canción también se ubicó en el puesto 31 en Adult R&B Songs de Billboard, y en el puesto 62 tanto en R&B/Hip-Hop Airplay como en Hot R&B/Hip-Hop Songs.
El 17 de agosto de 2010, se lanzó "Wanna Go Back" como sencillo, y se lanzó un EP de remixes de "I Told You So"; este último se ubicó en el número 5 en el Billboard Hot Dance Club. Reproducir. Un EP similar con remixes de "Would've Been the One" fue lanzado la semana siguiente, el 25 de agosto, y alcanzó el número 3 en Billboard Hot Dance Club Play. El 25 de octubre, se publicó un EP de remezclas para "6 O'Clock Blues".

## Recepción comercial
Sol-Angel and the Hadley St. Dreams recibió críticas generalmente positivas. En Metacritic, que asigna una calificación normalizada de 100 a las reseñas de las principales publicaciones, el álbum recibió una puntuación promedio de 72, según 14 reseñas.
Al revisar el álbum en The Village Voice, Rob Harvilla lo llamó "extrañamente fascinante" y dijo que las letras idiosincrásicas y poco convencionales de algunas canciones invitan a "comparaciones inexplicables pero muy favorables con Kate Bush. (Etérea pero poderosa, desquiciada pero en control total). " Ken Capobianco de The Boston Globe se refirió al álbum como un "conjunto de canciones elegantes y elegantemente ejecutadas que está muy lejos del pop hoochie que producen las jóvenes vocalistas de R&B en estos días". Pryia Elan de The Times lo declaró "un clásico moderno", mientras que el crítico de Hartford Courant Dan LeRoy comparó la música de Solange con la de su hermana Beyoncé. "Solange combina la calidez retro y la frescura actual de formas que su hermano de mayor éxito comercial probablemente no pueda", escribió Leroy. Jaimie Gill de Yahoo! Music calificó a Sol-Angel como un "disco fino, rico y extremadamente agradable", y Francis Jones de Hot Press encontró el canto de Solange "atrevido y seguro". Keith Murphy de Vibe lo nombró uno de los mejores álbumes de R&B del año. Andy Kellman de AllMusic lo citó como "uno de los lanzamientos de R&B más entretenidos y fáciles de disfrutar del año" y lo encontró "divertido, tonto, ligeramente excéntrico y, lo más importante, intrépido", con la mayoría de las canciones "empapadas en pop-soul rebosante". ".
Algunos revisores expresaron reservas. En MSN Music, Robert Christgau le dio al álbum una "mención de honor" y consideró a Solange "la niña privilegiada" que "repasa sus opciones" de una manera desafiante pero espumosa, mientras nombraba "Would've Been the One" y "I Decided". como puntos destacados. Caroline Sullivan de The Guardian llamó a su música "R&B inteligente con un brillo en el que puedes ver tu reflejo", pero finalmente observó "una falta tanto de melodías memorables como del ardor acerado que hace que Beyoncé sea tan convincente". Sal Cinquemani de Slant Magazine fue ambivalente con respecto a su uso de muestreo en ciertas canciones, pero elogió "la mezcla de instrumentación orgánica de la vieja escuela y más elementos electrónicos", que sintió que lo convierten en "un disco relajado, divertido y reverente". Más crítico fue Jody Rosen de Rolling Stone, a quien le pareció "vergonzoso" que Solange intentara el alma psicodélica inspirada en Erykah Badu en pistas como "Cosmic Journey". Tampoco quedó impresionado por su canto y el sonido del disco, comparándolo con "el resplandor de una lámpara de lava mareada".

## Lista de canciones
| N.º | Título                                 | Productor(es)         | Duración |  |
| 1.  | «God Given Name»                       | Thievery Corporation  | 2:52     |  |
| 2.  | «T.O.N.Y.»                             | Jack Splash           | 3:53     |  |
| 3.  | «Dancing in the Dark»                  | Square & Mr. Familiar | 3:57     |  |
| 4.  | «Would've Been the One»                | Splash                | 4:31     |  |
| 5.  | «Sandcastle Disco»                     | Soulshock & Karlin    | 4:28     |  |
| 6.  | «I Decided, Part 1»                    | The Neptunes          | 4:13     |  |
| 7.  | «Valentine's Day»                      | The Bama Boyz         | 3:26     |  |
| 8.  | «6 O'Clock Blues»                      | Mark Ronson           | 3:37     |  |
| 9.  | «Ode to Marvin»                        | Splash                | 3:15     |  |
| 10. | «I Told You So»                        | Shea Taylor           | 3:57     |  |
| 11. | «Cosmic Journey» (con Bilal)           | Soulshock & Karlin    | 6:12     |  |
| 12. | «This Bird»                            | Boards of Canada      | 6:08     |  |
| 13. | «I Decided, Part 2» (Freemasons Remix) | Freemasons            | 4:01     |  |

| Edición iTunes - bonus track |                       |               |          |  |
| N.º                          | Título                | Productor(es) | Duración |  |
| 14.                          | «White Picket Dreams» | Taylor        | 4:22     |  |

| Preventa iTunes - bonus track |                                            |               |          |  |
| N.º                           | Título                                     | Productor(es) | Duración |  |
| 15.                           | «ChampagneChroniKnightcap» (con Lil Wayne) | The Bama Boyz | 4:52     |  |

| Edición UK/Circuit City - bonus track |                            |               |          |  |
| N.º                                   | Título                     | Productor(es) | Duración |  |
| 14.                                   | «ChampagneChroniKnightcap» | The Bama Boyz | 4:09     |  |

| Edición deluxe - Edición 2010 bonus track |                                                        |             |          |  |
| N.º                                       | Título                                                 | Producer(s) | Duración |  |
| 14.                                       | «6 O'Clock Blues» (Whatever Whatever Radio Remix)      | Ronson      | 4:05     |  |
| 15.                                       | «I Told You So» (Mike Rizzo Funk Generation Radio Mix) | Taylor      | 3:21     |  |
| 16.                                       | «Wanna Go Back» (featuring Marsha Ambrosius & Q-Tip)   | Q-Tip       | 4:44     |  |

| Edición deluxe de 2015 |                                                |          |  |
| N.º                    | Título                                         | Duración |  |
| 1.                     | «God Given Name»                               | 2:51     |  |
| 2.                     | «White Picket Dreams»                          | 4:19     |  |
| 3.                     | «T.O.N.Y.»                                     | 3:52     |  |
| 4.                     | «Dancing In the Dark»                          | 3:57     |  |
| 5.                     | «Would've Been the One»                        | 4:30     |  |
| 6.                     | «Wanna Go Back» (con Marsha Ambrosius & Q-Tip) | 4:43     |  |
| 7.                     | «I Decided, Part 1»                            | 4:13     |  |
| 8.                     | «Valentine's Day»                              | 3:26     |  |
| 9.                     | «The Thrill Is Gone» (con B.B. King)           | 4:47     |  |
| 10.                    | «6 O'clock Blues»                              | 3:37     |  |
| 11.                    | «Ode to Marvin»                                | 3:15     |  |
| 12.                    | «I Told You So»                                | 3:56     |  |
| 13.                    | «Cosmic Journey» (con Bilal)                   | 6:11     |  |
| 14.                    | «This Bird»                                    | 6:07     |  |
| 15.                    | «I Decied, Part 2» (Freemasons Remix)          | 4:00     |  |
| 16.                    | «ChampagneChroniKnightcap» (con Lil Wayne)     | 4:52     |  |
| 17.                    | «Fuck the Industry»                            | 3:49     |  |

## Posicionamiento en listas
| Listas (2008)                           | Posición |
| --------------------------------------- | -------- |
| UK Albums (OCC)                         | 180      |
| UK R&B Albums (OCC)                     | 21       |
| Estados Unidos (Billboard 200)          | 9        |
| Estados Unidos (Top R&B/Hip-Hop Albums) | 9        |

| Listas(2009)                          | Posición |
| ------------------------------------- | -------- |
| US Top R&B/Hip-Hop Albums (Billboard) | 83       |